# Meripilaceae
Famille
Les Meripilaceae sont une famille de champignons basidiomycètes de l'ordre des Polyporales.

## Liste des genres
Selon MycoBank (15 janvier 2023) :
- Bornetina L. Mangin & Viala, 1903
- Flabellopilus Kotlába & Pouzar, 1957
- Henningsia Möller, 1895
- Hydnopolyporus D.A. Reid, 1962
- Leucofomes Kotlába & Pouzar, 1957
- Loweomyces (Kotlába & Pouzar) Jülich, 1982
- Meripilus P. Karst., 1882 - genre type
- Physisporinus P. Karst., 1889
- Pseudonadsoniella T.O. Kondr. & S.Y. Kondr., 2015
- Rigidoporus Murrill, 1905
- Roseofavolus T. Hatt., 2003
- Spongipellis Pat., 1874

## Galerie

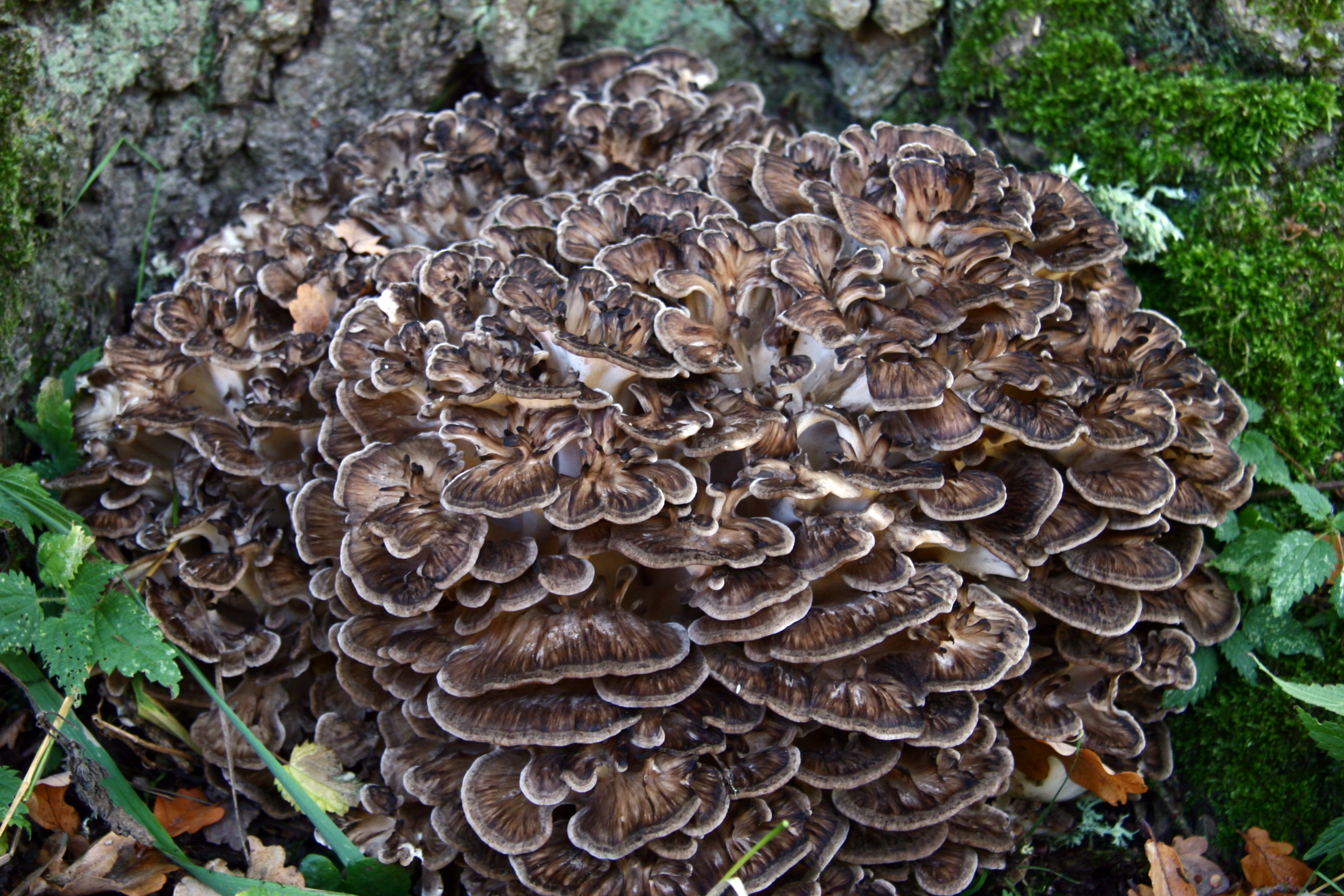
Grifola frondosa.
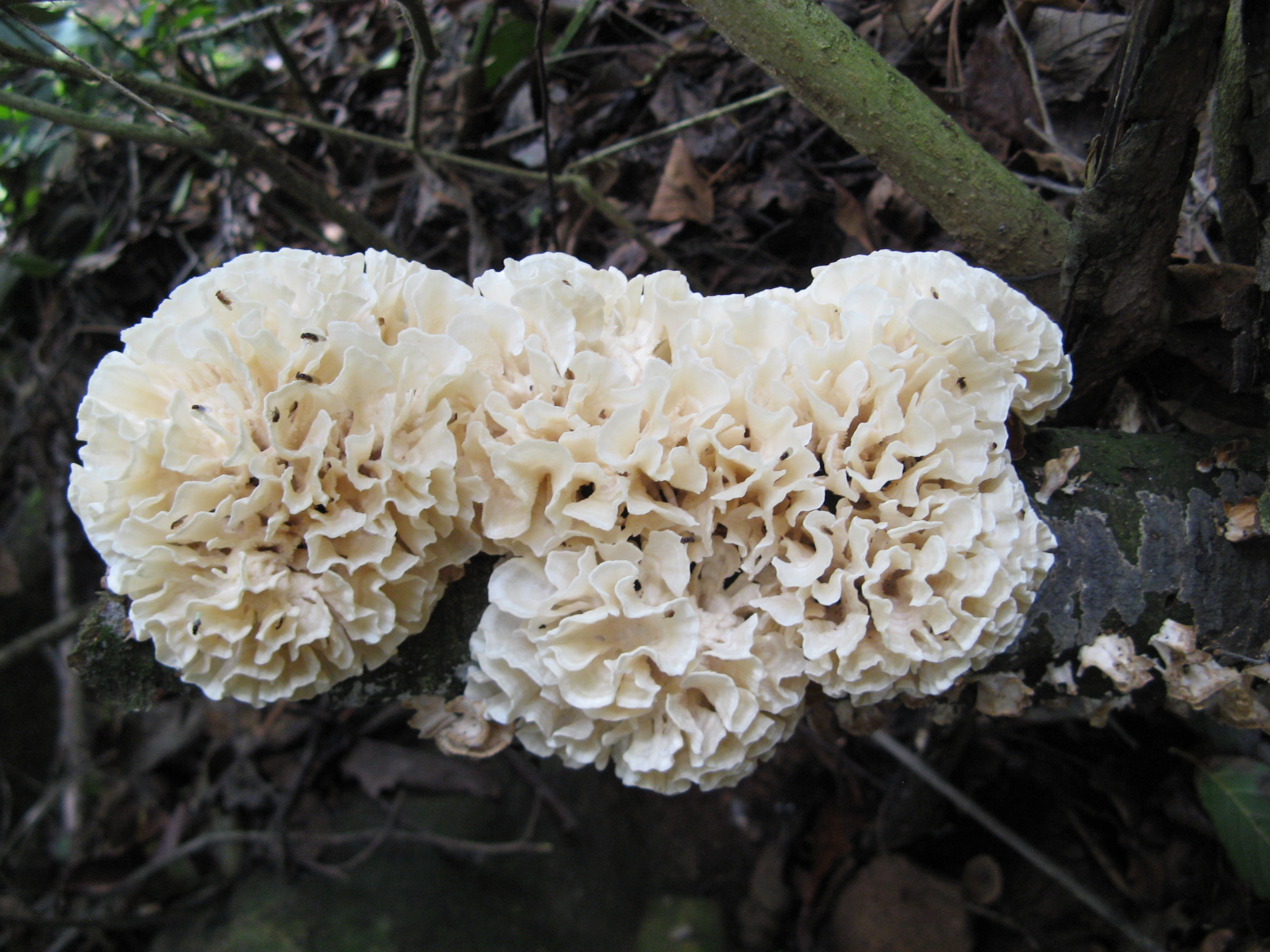
Hydnopolyporus palmatus.
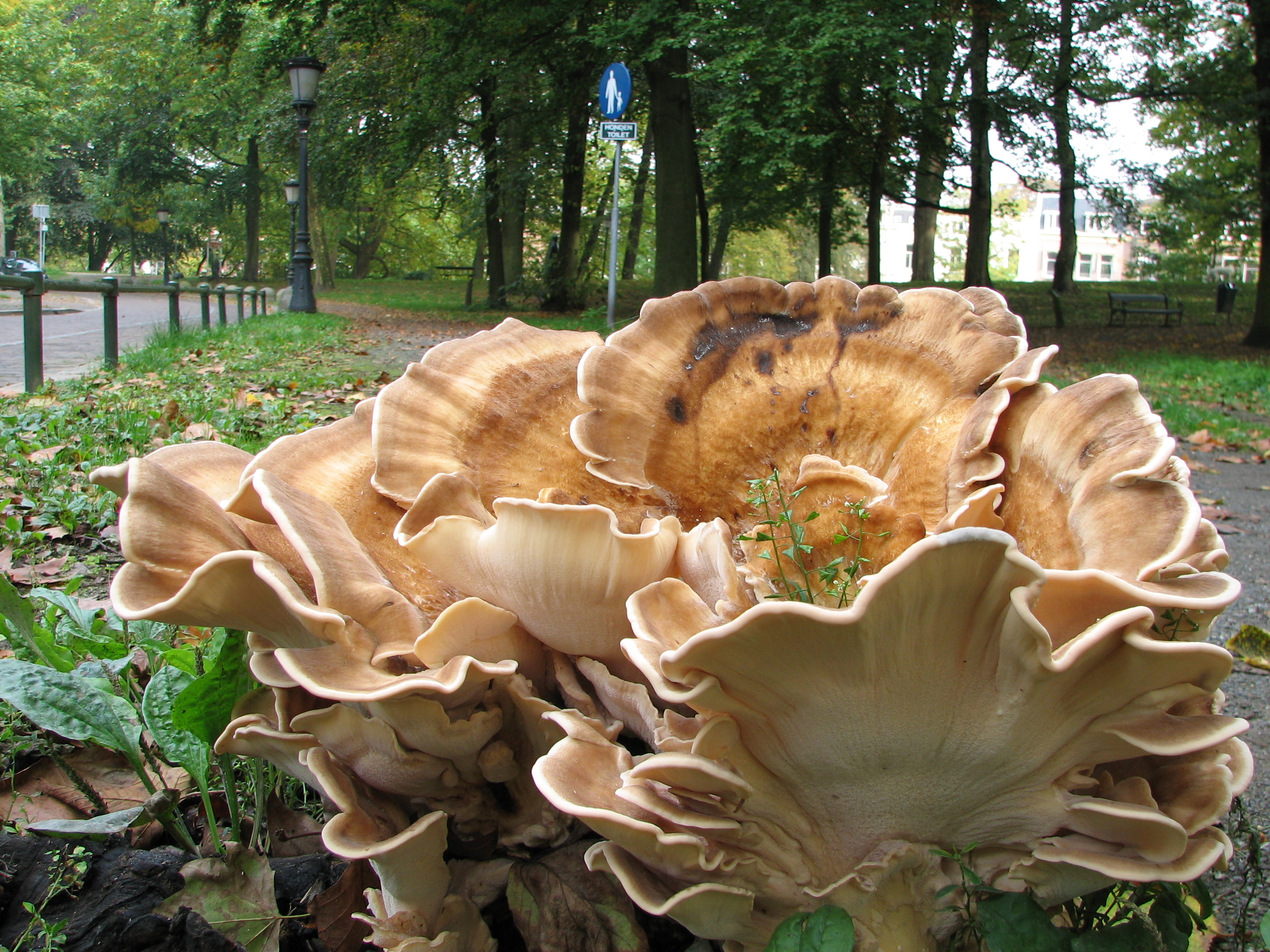
Meripilus giganteus.
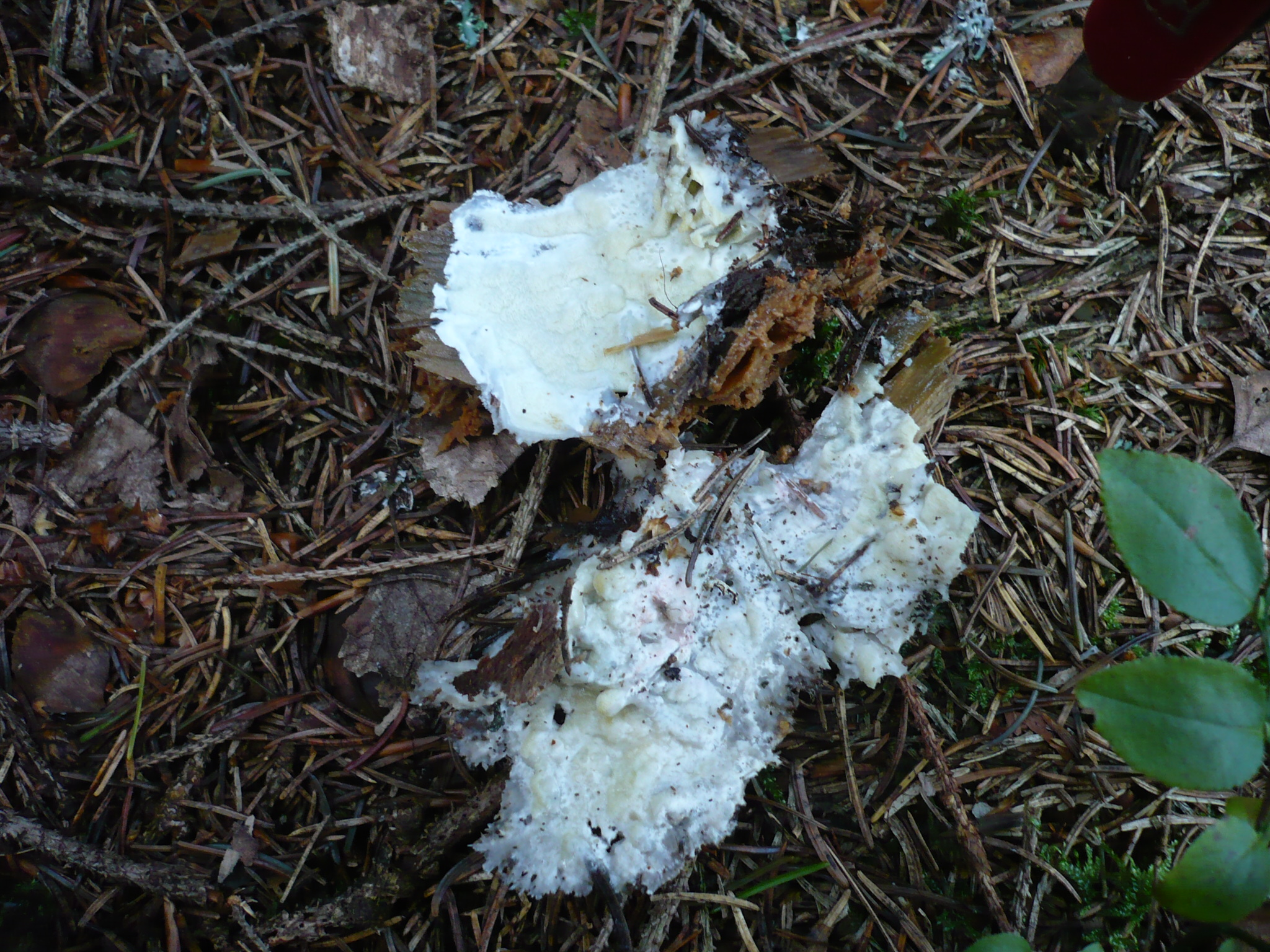
Physisporinus vitreus.
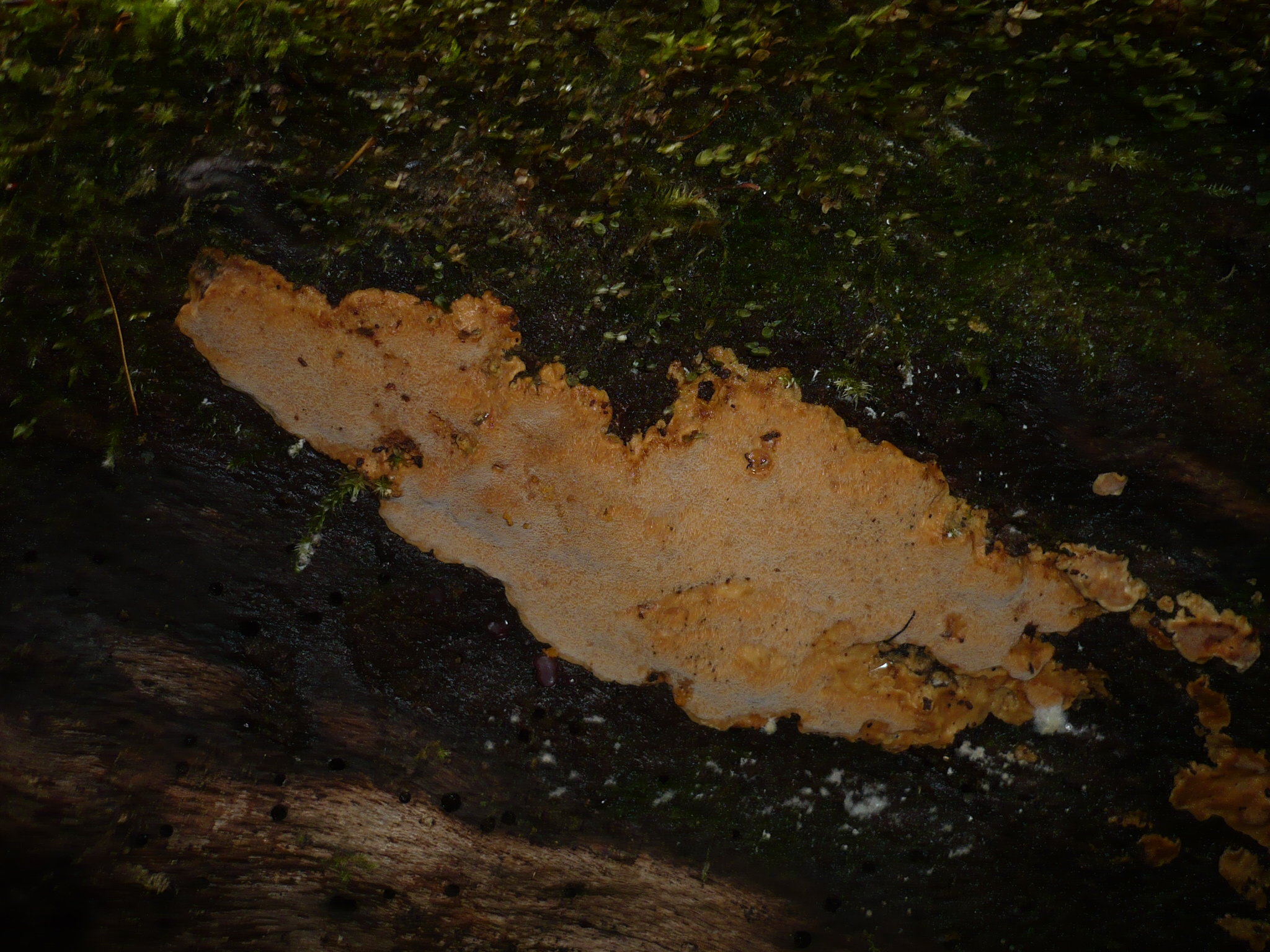
Rigidoporus crocatus.

## Systématique
La famille des Meripilaceae a été créée en 1982 par le mycologue allemand Walter Jülich (d) (1942-) avec comme genre type Meripilus,.

### Publication originale
- (en) W. Jülich, « Higher taxa of Basidiomycetes », Bibliotheca Mycologica, vol. 85,‎ 1982, p. 1-485 (ISSN 0067-8066)